# 耶魯 (密西西比州)
耶魯（英語：Yale）是位於美國密西西比州伊塔萬巴縣的鬼鎮。

## 歷史
耶魯的郵局於1891年設立，其後於1907年停運。此地於1900年時約有21人。

## 地理
耶魯所處的海拔為高於海平面164米（即538英呎），而該地所採用的時區為UTC-6，即北美中部時區（CST）。同時該地設有夏令時間，為UTC-6調快一小時，即UTC-5（CDT）。